# Michel-René Maupetit
Pour les articles homonymes, voir Maupetit.
Michel-René Maupetit, né le 18 janvier 1742 à Claye et mort le 31 mars 1831 à Laval, est un homme politique français.

## Biographie

### Origine
Il est le fils de Michel Maupetit, notaire royal, et de Marguerite Pottier.

### Avocat à Mayenne
Michel-René Maupetit est arrivé à Mayenne en 1776, après avoir acheté la charge d'avocat fiscal lorsque Louise-Jeanne de Durfort, duchesse de Mazarin et de Mayenne, propriétaire à Claye, qui connaissait sa famille, le prit comme homme d'affaires, ce qui amena le jeune homme à y faire plusieurs voyages, à s'y faire des amis avant de s'y installer et d'épouser, en 1776, Marie-Louise Froger, une jeune fille de Lassay.
Sans quitter sa situation et ses fonctions d'homme d'affaires, il acheta le 2 mars 1776, du sieur Hochet, la charge d'avocat fiscal, et peu à près celle de procureur du roi au siège du Bourgnouvel et à l'hôtel de ville de Mayenne.
Pourvu d'une nouvelle procuration de la duchesse le 7 octobre 1779, il prit à ferme une partie des droits féodaux. Nommé en 1779 administrateur du duché de Mayenne, Il trouva d'abord trop mince la situation qu'on lui faisait, il s'en désista, puis la reprit le 7 octobre 1780.
L'administrateur du duché était un serviteur du seigneur de Mayenne et un homme d'affaires expérimenté. Il ne rêvait que l'agrandissement du domaine ducal, dont la vente avait été un moment décidée, en 1782 ; et ce fut grâce à ses efforts et à la confiance qu'il inspirait, qu'elle n'eut pas lieu. La suppression de l'Abbaye de Fontaine-Daniel dont il était question alors, et l'éventualité d'une augmentation prochaine du duché lui servirent peut-être beaucoup dans la circonstance. Ces projets d'aliénation avaient été. amenés par les graves difficultés de famille qui s'étaient produites à la mort de Louise-Jeanne de Durfort. Il conserva la confiance d'Honoré IV, prince de Monaco, mari de Louise d'Aumont, fille de Louise-Jeanne de Durfort, héritier en 1781 du duché de Mayenne. Il est par la suite remplacé par François Pottier dans la régie des biens de la duchesse de Valentinois.

### Député, prête le serment du Jeu de paume
Député supplémentaire du tiers-état à l'assemblée provinciale, octobre 1787, puis à celle du mois de mars 1789 pour les élections des États généraux, il prit une part active aux travaux, informa ses amis de Mayenne par une correspondance suivie, eut part à la rédaction des doléances du tiers-état, et fut enfin élu le 24 mars, au 5e scrutin, député aux États généraux.

Le Serment du Jeu de paume, par Jacques-Louis David, dessin, château de Versailles.

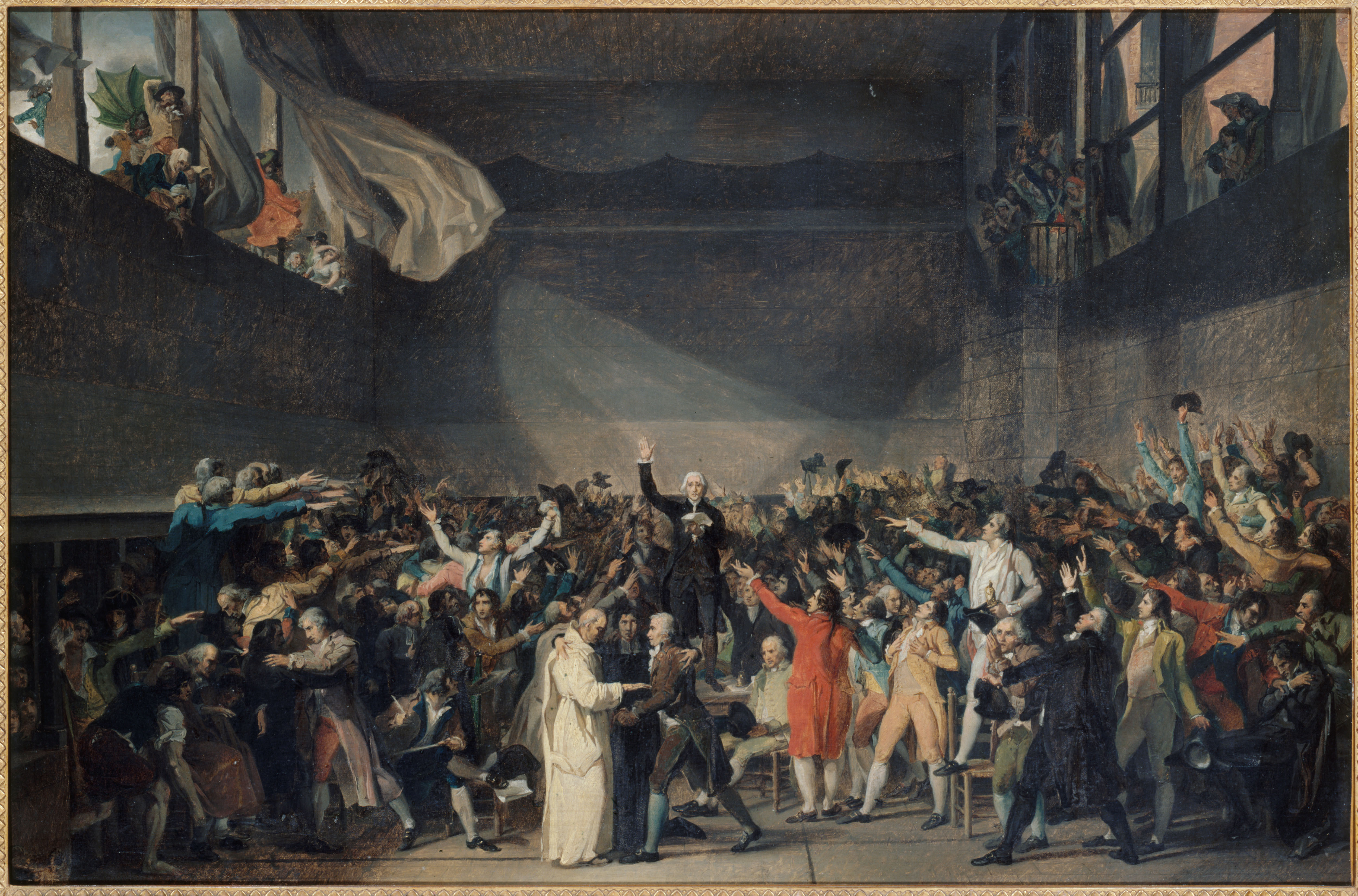
Maupetit, en bas à gauche, est soulevé pour prêter le serment du Jeu de Paume.

Il a représenté la ville de Mayenne et le Maine aux États généraux à Versailles en 1789. Il était à la salle du Jeu de paume le 20 juin quand les représentants du tiers état ont officialisé l'Assemblée nationale créée quelques jours plus tôt. Grâce à une maladie, il est reconnaissable dans tous les livres d'histoire. C'est lui qui figure, assis sur une chaise, tantôt prostré, tantôt passionné, sur les dessins et tableaux de David, de Prieur ou de Couder, qui ont illustré cette journée pour la postérité. Dans son livre, La Révolution 1770-1880, François Furet repère Maupetit sur une œuvre de Jacques-Louis David, le Serment du Jeu de paume. En bas, à gauche, David a placé un vieux député malade, Maupetit de la Mayenne, à demi déchaussé, à peine capable de marcher, et soutenu par deux vigoureux sans-culottes qui l'aident à se soulever de sa chaise. Guy Chaussinand-Nagaret, dans Historama spécial consacré à la Révolution, identifie Maupetit, assis, sur un tableau d'Auguste Couder, sans doute le plus fidèle et qui correspond le mieux à la propre description de Maupetit. En réalité, Maupetit était malade d'un gros rhume

### Vie politique

#### Révolution française
Maupetit ne se fit vraiment remarquer qu'à deux occasions : le 20 juin, au serment du Jeu de paume et lorsqu'il défendit, en vain, le dossier de la ville de Mayenne qui se sentait des ambitions de chef-lieu départemental. Tout le reste du temps, il se contenta, comme il le reconnait naïvement, « de voter avec la majorité » (lettre du 3 août 1789).
Quand il faut fixer le siège épiscopal de la Mayenne, le 6 juillet 1790, Louis de Boislandry, rapporteur du Comité ecclésiastique et de constitution, propose Laval ; aussitôt Michel-René Maupetit se lève et intercède pour Mayenne ; Louis-François Allard réclame pour Château-Gontier ; l'Assemblée passe outre et crée l'évêché de Laval. Il monte aussi à la tribune le 3 décembre 1790, pour faire autoriser le directoire de Mayenne à installer les membres du tribunal et les juges de paix.

#### Retour à Mayenne
Après la séparation de l'Assemblée nationale le 30 septembre 1791, il rentra à Mayenne où il avait été nommé l'année précédente membre du conseil général de la commune et juge au tribunal du district qu'il allait présider. Il continua toujours de gérer les affaires de la duchesse d'Aumont et habitant dans sa maison des Buttes, en attendant qu'il se logeât aux Courbes, dans la propriété acquise nationalement sur l'hôpital.
Ensuite, il allait, pendant toutes les périodes troublées, réussir à se maintenir dans les premiers rôles du département sans « se mouiller ». Compromis, aux yeux des Jacobins, dans le fédéralisme, il s'empressa de se rétracter, n'en fut pas moins destitué le 10 octobre, mais, il put éviter même la prison. Un certificat de civisme, que lui donna le 31 mai 1794 la Société populaire de Mayenne pour appuyer sa pétition à René François-Primaudière, lui rendit une sécurité entière.
Elu député de la Mayenne au Conseil des Anciens, aux Élections législatives de 1795, avec 72 voix (131 votants), et réélu au même Conseil aux Élections législatives de 1799, il fut nommé secrétaire de l'Assemblée.

#### Premier Empire
Rallié au Coup d'État du 18 Brumaire, il fut choisi par le Sénat conservateur aux Élections législatives de 1800, comme député de la Mayenne au nouveau Corps législatif. Le 11 messidor an VIII, il souscrivit pour une somme de 25 francs au monument à élever à la mémoire du général Louis Charles Antoine Desaix. Le 2 février 1804, il permuta son mandat pour le secrétariat général de la Mayenne, fut décoré par l'Empereur en 1805, sur la recommandation du sénateur Lemercier qui le citait comme un « citoyen éclairé et vertueux dont l'influence est d'un grand poids ». Il est désigné comme un des Grands notables du Premier Empire du département de la Mayenne.
Le Sénat lui renouvela son mandat législatif le 1er mars 1809 : il était, depuis le 12 pluviôse an XII, secrétaire général de la préfecture de la Mayenne.
Il accepte à nouveau les fonctions de député aux Élections législatives de juin 1814, ce qui ne l’empêcha pas ensuite le collège de la Mayenne de le choisir aux Élections législatives de mai 1815 dans la Mayenne, pour représentant à la Chambre des Cent-Jours, par 76 voix (105 votants, 242 inscrits). Son grand âge ne lui permit pas de faire partie d'autres assemblées.
Son petit-fils Victor, fut conseiller municipal républicain de Mayenne en 1853.

### L'agriculture
Michel-René Maupetit avait occupé pendant la Terreur aux forges de Chailland, ses loisirs forcés à étudier religieusement les systèmes géologiques de Buffon et les théories météorologiques de Louis Cotte. Il donnait des leçons d'astronomie aux Demoiselles Martin-Ligonnière, quitte à prendre Jupiter pour Vénus.
Dès 1794, en effet, Maupetit rêvait de devenir un cultivateur décidé, mais en objets utiles et productifs dédaignant les fleurs comme trop exposées aux inconsistances du temps,.
Il expose dans l'Annuaire de l'an XII ses connaissances dans le domaine. Sa compétence théorique s'était développée au contact journalier qu'il avait eu, de l'an XII à 1809, comme secrétaire général de la Mayenne, avec les agriculteurs, les industriels et les commerçants qui s'efforçaient dans le département de raviver ou de découvrir pratiquement des sources de richesses que les désordres de la Révolution française, les guerres de l'Empire et les conditions économiques nouvelles y avaient taries ou menaçaient d'assécher.
Plusieurs mémoires inédits nous attestent sa connaissance des matières agricoles. Il ne peut malheureusement en 1818, achever, comme on le lui demandait, un travail qu'il avait entrepris, en 1811, pour la Société d'agriculture, industrie et commerce de la Mayenne sur L'État actuel de l'agriculture dans le département de la Mayenne.

### Correspondance
C'est grâce à 250 lettres rédigées dans un style fort inégal et incorrect qu'il envoya régulièrement de Versailles à son ami, le juge criminel Dupont-Granjardin, que l'on connaît mieux la manière dont le travail se fit dans les assemblées préliminaires puis aux États généraux. Sa correspondance intime nous montre en lui un bon père de famille.

### Famille
Louis Maupetit, son fils aîné, contrôleur des contributions directes pendant trente ans dans la Mayenne et l'Ille-et-Vilaine, est mort en 1843 à la Courbe de Mayenne. Victor, engagé dans les armées républicaines, décoré par Murat après la bataille de Vertingen, se retira à Laval après la chute du Premier Empire. Il fut adjoint au maire, conseiller général, reçut au passage de Napoléon III, en 1858, la médaille de Sainte-Hélène et mourut dans sa maison de la rue du Jeu-de-Paume le 3 juillet 1861. Jules, né le 28 janvier 1787, ne vécut pas probablement.

### Sources utilisées par l'Abbé Angot
- Queruau-Lamerie, Notices sur quelques députés.
- Correspondances communiquée par M. l'abbé Gilard.
- Grosse-Duperon, Etude sur Fontaine-Daniel, p. 283, 345, 412, 454.
- Cabinet Garnier.
- Archives nationales, F/1c, III, Mayenne, 2.
- Archives départementales de la Mayenne, Registre du Directoire, B. 1.835, 2.976.
- Archives départementales de la Sarthe, B. 1.225 ; C. 8.